# Biënnale
Een biënnale is een tweejaarlijkse kunstmanifestatie; meestal een tentoonstelling voor beeldende kunst, soms ook een film- of theaterfestival. Een driejaarlijkse manifestatie wordt een triënnale genoemd.

## Lijst van biënnales

### Nederland
- ArtZuid - Amsterdam Sculptuur Biënnale, Amsterdam-Zuid
- Cello Biënnale, Amsterdam
- Filmmuseum Biënnale, Amsterdam
- Flamenco Biënnale, Amsterdam, Utrecht en Rotterdam
- Internationale Fotografiebiënnale Amsterdam Area, Amsterdam
- KinderKunstBiënnale, Amsterdam
- Unfair, Amsterdam
- Papier Biënnale, Apeldoorn, Rijswijk
- Apeldoorn Photo Festival, Apeldoorn
- Arnhem Mode Biënnale, Arnhem
- Bathmense Kunst Biënnale, Bathmen
- Fontaine Biënnale, Breda
- Biënnale Kijkduin, voormalige internationale tentoonstelling aan de kust van Kijkduin Den Haag, met glas- en lichtkunstwerken
- Holland Dance Festival (HDF) Den Haag
- Into Nature, tweejaarlijks buitententoonstelling in Drenthe
- IJsselbiënnale, sculpturen langs de IJssel: Deventer, Doesburg, Wijhe, Zutphen, Zwolle
- Fotobiënnale Enschede, Enschede
- Koorbiënnale, Haarlem
- Ringbiënnale, Haarlemmermeer
- Twente Biënnale, Hengelo / Enschede
- Biënnale van Nederlandse Grafische Kunst, Singer Laren, Laren
- Limburg Biënnale, Maastricht
- Fotobiënnale Festival Naarden, Naarden
- Gelderse Kunstbiënnale, Nijmegen
- h3h biënnale, De Heilige Driehoek, Oosterhout
- Textiel Biënnale, Rijswijk
- Fotobiënnale Rotterdam Erasmus Universiteit, Rotterdam
- Internationale Architectuur Biënnale Rotterdam, Rotterdam
- Utrecht manifest, Utrecht

### België
- Biënnale Middelheim, Antwerpen
- Brussel Biënnale, Brussel
- Culturele Veertiendaagse, Evergem
- Biënnale van België, Gent
- Biennale Interieur, Kortrijk

### Elders
- Biënnale van Sydney, Sydney, Australië
- Biënnale van São Paulo in São Paulo, Brazilië
- Münchener Biennale, internationaal festival voor nieuw muziektheater, München, Duitsland
- Biennale de Lyon, Lyon, Frankrijk
- Triënnale van Milaan, Milaan, Italië
- Biennale de Paris, Parijs, Frankrijk
- Biënnale van Venetië in Venetië, Italië
- Grafiekbiënnale Tokio, Tokio, Japan
- Fotobiënnale Moskou, Moskou, Rusland
- Moskou Biënnale, Moskou, Rusland
- Biënnale voor Computer Graphics, Sint-Petersburg, Rusland
- Biënnale Praag, Praag, Tsjechië
- Biënnale van Istanboel, Istanboel, Turkije
- Biënnale van Johannesburg, Johannesburg, Zuid-Afrika
- Kwangju Biënnale, Kwangju, Zuid-Korea
- Manifesta, verschillende Europese steden, voor het eerst georganiseerd in 1996 in Rotterdam
- Örebro OpenArt, Örebro, Zweden